# Абекассис, Джордж
Джордж Эдгар Абекассис, DFC (англ. George Edgar Abecassis; 21 марта 1913, Чертси, Суррей — 18 декабря 1991, Ибстоун, Бэкингемшир) — английский автогонщик, сооснователь команды Формулы-1 HWM.

## Биография

### Довоенная карьера
Джордж Абекассис родился в пригороде Лондона Чертси, недалеко от знаменитого британского трека «Бруклендс», так что гонки быстро привлекли его внимание. В 1935 в возрасте 22 лет он начал гоняться — сначала на модифицированном Austin 7, а затем на Alta и ERA. Именно эти выступления в английских клубных гонках в сезонах 1938 и 1939 годов и принесли ему известность. В особенности он привлёк общественное внимание, выиграв в 1939 дождевую гонку Imperial Trophy проводимую по свободной формуле (Formula-Libre) на трассе Кристал Пэлас. Опередил он при этом Принца Биру, управлявшего личным автомобилем марки ERA, носившем собственное имя Romulus. Как писал журнал Motor Sport, «то был единственный случай, когда Romulus уступил автомобилю с полуторалитровым двигателем на британских островах.»
Кроме того, Абекассису удалось установить несколько рекордов. Одно время ему принадлежал рекорд круга автодрома «Бруклендс», равный 116,85 км/ч. (конфигурация «кольцо Кэмпбелла»), а 3 июля 1938 года на 1,5-литровой Alta с нагнетателем он установил рекорд гонки по подъёму на холм Prescott Hill Climb, завершив дистанцию за 47,85 секунд.
С началом Второй мировой войны он вступил в королевские ВВС Великобритании, где стал опытным пилотом, а также участвовал на самолёте Westland Lysander в секретных операциях подразделения «Moon Squadrons», занимавшегося переброской секретных агентов во Францию и обратно. В ходе военной службы был награждён крестом «За выдающиеся лётные заслуги».

### Послевоенные выступления
После войны Абекассис продолжил выступления, сначала на том же автомобиле что и ранее, а затем и на другой технике. В июне 1946 он выиграл гонку на аэродроме Gransden Lodge за рулём 3,3-литрового Bugatti, а в 1947 финишировал третьим за рулём ERA на Зимнем Гран-при Швеции, которое проходило на замёрзшем озере в Валлентуне. В 1948 он финишировал вторым позади Боба Джерарда в Jersey International Road Race. В дальнейшем он решил заняться автомобильным бизнесом, для чего вместе с Джоном Хитом основал компанию Hersham and Walton Motors Ltd. Партнёры занялись продажей и ремонтом автомобилей в городке Уэлтон-на-Темзе. Продолжая довоенное сотрудничество с маркой Alta, Абекассис и HWM участвовали в разработке автомобиля Alta GP, соответствующего недавно опубликованному регламенту Формулы-1. После провала этого предприятия Абекассис и Хит решили сконструировать собственные автомобили под маркой HWM, но двигатели использовать те же — Alta.
Первоначально планировалось участвовать в гонках Формулы-2, но в 1952 чемпионат мира Формулы-1 стал проводиться по регламенту Ф-2 и автомобили HWM стали пригодны для участия в Гран-при. В лучшие дни за HWM выступали такие будущие звёзды как Стирлинг Мосс и Питер Коллинз. Бельгиец Джонни Клэз заработал для них первую победу на внезачётном Гран-при Освобождённых в Шиме, а Лэнс Маклин выиграл в гонке International Trophy на трассе Сильверстоун в 1952. После возвращения регламента Формулы-1 в 1954 выступления машин HWM практически прекратились — лишь по одному разу появились Маклин на обычной версии авто (сход на Гран-при Франции) и Уайтэуэй на расточенной до 2,5 литров (не прошёл квалификацию в Монако-55).
Именно на одной из своих HWM Абекассис принял участие в двух Гран-при Швейцарии Чемпионата мира Формулы-1 на трассе Бремгартен (в 1951 и 1952), но оба раза не добрался до финиша. В гонках спорткаров результаты были лучше: за рулём заводской Aston Martin DB2 вместе с Маклином он выиграл «24 часа Ле-Мана» в классе машин с 3-литровым двигателем в 1950 году. Кроме того, в паре с Парнеллом он финишировал вторым в гонке «12 часов Себринга» в 1953. В 1953 году Абекассис построил спорткар HWM для собственного использования, оборудованный рядным шестицилиндровым двигателем Jaguar, на котором успешно принимал участие в британских гонках вплоть до 1956 года.
Конец карьере Джорджа положила гибель Джона Хита в 1956 на гонке «Милле Милья». Он решил оставить гонки и сосредоточиться на управлении компанией, женился на Анжеле, дочери президента Aston Martin сэра Дэвида Брауна, чем ещё укрепил свои связи в автомобильной промышленности, и до конца жизни занимался торговлей автомобилями. Умер в 1991 году в возрасте 78 лет.
В сентябре 2010 сын Джорджа Дэвид Абекассис опубликовал биографию отца под названием «Страсть скорости» («A Passion for Speed»). Внук гонщика, Джонатан Абекассис, участвует в гонках старинных автомобилей, в частности, в чемпионате гоночного клуба спорткаров 50-х (англ. Fifties Sports Car Racing Club, или сокращённо FISCAR) за рулём Austin Healey 100/4.

## Результаты выступлений

### Чемпионат мира среди гонщиков (Формула-1)
| Легенда к таблице |                                                                    |
| --- | ------------------------------------------------------------------ |
| В таблице перечислены результаты всех Гран-при Формулы-1, в которых принимал участие гонщик. Строками таблицы являются сезоны, столбцами — этапы чемпионата мира. В каждой клетке указаны сокращённое название этапа и результат, дополнительно обозначенный цветом. Расшифровка обозначений и цветов представлена в нижеследующей таблице. |                                                                    |
| \| Пример \| Описание \| \| ------------ \| ------------------------------------------------------------------ \| \| 1 \| Победитель \| \| 2 \| Второе место \| \| 3 \| Третье место \| \| 5 \| Финишировал, заработав очки \| \| Сход \| Не финишировал, но при этом заработал очки \| \| 12 \| Финишировал, не получив очков \| \| НКЛ \| Финишировал, но не попал в финальную классификацию \| \| 15 \| Участвовал вне зачёта, либо по отдельной классификации \| \| 18 \| Не финишировал, но попал в финальную классификацию \| \| Сход \| Не финишировал \| \| НКВ \| Не прошёл квалификацию \| \| НПКВ \| Не прошёл предквалификацию \| \| ДСК \| Дисквалифицирован \| \| ИСК \| Исключён из протокола соревнований \| \| ТТ \| Заявлен для участия только в тренировках \| \| НС \| Участвовал в квалификации, но не стартовал в гонке \| \| Т \| Травмирован или болен \| \| ОТК \| Отказ от участия \| \| НТР \| Прибыл на соревнования, но на трассу не выезжал \| \| НПР \| Был заявлен в числе участников, но не прибыл к началу соревнований \| \| О \| Соревнования отменены \| \| \| Не участвовал \| \| Поул-позиция \| \| \| Быстрый круг \| \| |                                                                    |
| Пример | Описание                                                           |
| 1 | Победитель                                                         |
| 2 | Второе место                                                       |
| 3 | Третье место                                                       |
| 5 | Финишировал, заработав очки                                        |
| Сход | Не финишировал, но при этом заработал очки                         |
| 12 | Финишировал, не получив очков                                      |
| НКЛ | Финишировал, но не попал в финальную классификацию                 |
| 15 | Участвовал вне зачёта, либо по отдельной классификации             |
| 18 | Не финишировал, но попал в финальную классификацию                 |
| Сход | Не финишировал                                                     |
| НКВ | Не прошёл квалификацию                                             |
| НПКВ | Не прошёл предквалификацию                                         |
| ДСК | Дисквалифицирован                                                  |
| ИСК | Исключён из протокола соревнований                                 |
| ТТ | Заявлен для участия только в тренировках                           |
| НС | Участвовал в квалификации, но не стартовал в гонке                 |
| Т | Травмирован или болен                                              |
| ОТК | Отказ от участия                                                   |
| НТР | Прибыл на соревнования, но на трассу не выезжал                    |
| НПР | Был заявлен в числе участников, но не прибыл к началу соревнований |
| О | Соревнования отменены                                              |
| | Не участвовал                                                      |
| Поул-позиция |                                                                    |
| Быстрый круг |                                                                    |

| Сезон | Команда       | Шасси    | Двигатель   | Ш | 1        | 2   | 3   | 4   | 5   | 6   | 7   | 8   | Место | Очки |
| ----- | ------------- | -------- | ----------- | - | -------- | --- | --- | --- | --- | --- | --- | --- | ----- | ---- |
| 1951  | HW Motors Ltd | HWM (51) | Alta 2,0 L4 | D | ШВА Сход | 500 | БЕЛ | ФРА | ВЕЛ | ГЕР | ИТА | ИСП | —     | 0    |
| 1952  | HW Motors Ltd | HWM (52) | Alta 2,0 L4 | D | ШВА Сход | 500 | БЕЛ | ФРА | ВЕЛ | ГЕР | НИД | ИТА | —     | 0    |

### Некоторые другие гонки
| Год  | Гран-при                        | Трасса        | Болид              | Место | Отчёт |
| ---- | ------------------------------- | ------------- | ------------------ | ----- | ----- |
| 1938 | Crystal Palace Grand Prix       | Кристал Пэлас | Alta 12/50         | 2     | Отчёт |
| 1938 | Imperial Trophy                 | Кристал Пэлас | Alta 12/50         | 2     | Отчёт |
| 1939 | Imperial Trophy                 | Кристал Пэлас | Alta 15/20         | 1     | Отчёт |
| 1946 | I Nations Grand Prix            | Женева        | Alta               | Сход  | Отчёт |
| 1947 | I Caracalla Grand Prix F2       | Каракалла     | Cisitalia-Fiat D46 | 2     | Отчёт |
| 1948 | II J.C.C. Jersey Road Street    | Saint Helier  | Maserati 6CM       | 2     | Отчёт |
| 1949 | I Richmond Trophy               | Гудвуд        | HWM-Alta GP        | 6     | Отчёт |
| 1949 | II Гран-при Великобритании      | Сильверстоун  | HWM-Alta GP        | 7     | Отчёт |
| 1949 | II Madgwick Cup                 | Гудвуд        | HWM-Alta GP        | 5     | Отчёт |
| 1950 | II Richmond Trophy              | Гудвуд        | HWM 50-Alta        | 6     | Отчёт |
| 1951 | Gran Premio Centenario Colombia | Генуя         | HWM 51-Alta        | 5     | Отчёт |
| 1951 | I Winfield Cup F2               | Уинфилд       | HWM 51-Alta        | 2     | Отчёт |
| 1952 | IV Goodwood Trophy              | Гудвуд        | HWM 51-Alta        | 4     | Отчёт |
| 1952 | I Ibsley Race                   | New Forest    | HWM 52-Alta        | 2     | Отчёт |